# Hypercube magique
En mathématiques, un hypercube magique de dimension d est la généralisation d'un carré magique (d = 2), d'un cube magique (d = 3) et d'un tesseract magique (d = 4), c'est-à-dire un ensemble d'entiers strictement positifs arrangés dans un motif de taille n × n × n × ... × n tel que la somme des nombres de chaque pile (le long de chaque axe) ainsi que des diagonales spatiales (en) principales est égale à un nombre unique, qu'on appelle alors la constante magique de l'hypercube. Le nombre n est appelé l'ordre de l'hypercube.

## Existence
Des hypercubes magiques d'ordre 3 de dimensions 5, 6, 7 et 8 ont été construits en 1962 par John R. Hendricks (en),.
Marián Trenkler a démontré qu'en toute dimension d > 1, il existe des hypercubes magiques d'ordre n si et seulement si n ≠ 2. De la démonstration découle une construction d'un hypercube magique.
Le langage de programmation R inclut un module,  library(magic), qui peut créer des hypercubes magiques de n'importe quelle dimension (avec n multiple de 4).

## Hypercubes magiques parfaits
Si un hypercube magique de dimension d et d'ordre n est constitué des nombres 1, 2, ..., nd, alors sa constante magique est égale à
{\displaystyle M_{d}(n)={n(n^{d}+1) \over 2}.}
Si de plus les sommes de chaque diagonale d'une section plane donnent aussi la constante magique, l'hypercube magique est dit parfait ; sinon, il est dit semi-parfait. Ceci généralise l'ancienne définition des cubes magiques parfaits.
Cependant, Hendricks appelait « parfaits » des hypercubes magiques plus particuliers, généralisant les carrés et cubes diaboliques (que le missionnaire A. H. Frost avait baptisés Nasik, d'après sa ville de résidence). Ces hypercubes magiques sont ceux pour lesquels la constante Md(n) est non seulement égale aux sommes précédentes mais aux sommes de tous les alignements (brisés) de n points (il en passe (3d − 1)/2 par chacun des nd points). C'est pourquoi certains auteurs préfèrent les appeler hypercubes magiques nasik.
Le plus petit tesseract magique nasik est d'ordre 16 ; sa constante magique est donc M4(16) = 524 296. Il a été découvert en 1999 par Hendricks et vérifié par Cliff Pickover, après environ dix heures de calcul sur un système IBM IntelliStation (en).